# Riu Poprad
|  | No s'ha de confondre amb Poprad. |

El riu Poprad és un riu curt del nord d'Eslovàquia i del sud de Polònia, un afluent per la dreta del Dunajec. Té una llargària de 174 km, 63 dels quals passen per Polònia, i una conca de 2.081 km²(1.594 km² a Eslovàquia i 483 km² a Polònia). Gran part de la secció polonesa de la seva conca es troba dins del Parc Paisatgístic de Poprad.
El Poprad forma grans meandres entre les ciutats de Piwniczna i Muszyna. El riu també forma congosts pintorescs en el seu curs superior i mitjà, dels quals el més destacat és el que hi ha entre Piwniczna i Rytro, el qual ha esdevingut un important destí turístic.
És l'únic riu eslovac que flueix en direcció nord. El Poprad travessa els districtes de Poprad, de Kežmarok i de Stará Ľubovňa, i després forma al llarg de 31,1 km la frontera eslovaco-polonesa.

## Ciutats
- Poprad  Eslovàquia
- Kežmarok  Eslovàquia
- Stará Ľubovňa  Eslovàquia
- Muszyna  Polònia
- Piwniczna-Zdrój  Polònia
- Rytro  Polònia
- Stary Sącz  Polònia